# Governo Juscelino Kubitschek
O governo Juscelino Kubitschek teve início em 31 de janeiro de 1956, quando tomou posse Juscelino Kubitschek de Oliveira que, após ser Governador de Minas Gerais, venceu as eleições de 1955.
Sua presidência foi marcada pelo Plano de Metas, ação que concentrou-se no desenvolvimento de setores como energia, transporte, alimentação, indústria de base, educação e a meta-síntese, que foi a construção da nova capital Brasília, com o slogan de "Cinquenta anos em cinco", marca do desenvolvimentismo, já que o ideal era trazer ao Brasil o desenvolvimento econômico e social. Segundo JK, se com outros governantes este processo levaria cinquenta anos, com ele levaria apenas cinco. Trouxe diversas empresas estrangeiras para o país, entre elas, as automobilísticas Chrysler e Ford através do Grupo Executivo da Indústria Automobilística, já que ele queria incentivar o comércio de carros, além de televisões e outros bens de consumo.
No seu mandato, o PIB brasileiro cresceu em média 8,1%, um dos maiores crescimento da história do país.

## Contexto

### República Populista
Após a derrubada da ditadura getulista e a promulgação de uma nova Constituição Federal (1946) até o Golpe Militar de 1964, o país vive uma das fases mais democráticas que já experimentara - o chamado Populismo (1946 - 1964) - embora abalada por fatos como o suicídio do presidente Getúlio Vargas em 1954. Vargas havia assumido em 1951 após ter vencido eleição direta para presidente.

## Eleição de 1955
Kubitschek enfrentou problemas para dar legitimidade e prestígio à sua candidatura a presidente, como acusações de ser apoiado por comunistas,JK visitou o já idoso e venerado ex-presidente da república Venceslau Brás em sua residência no sul de Minas. Pediu e conseguiu o apoio do ex-presidente à sua candidatura.
Através de uma aliança política formada por seis partidos, Juscelino foi eleito Presidente da República em 3 de outubro de 1955, com 35,68% dos votos válidos; a UDN protestou alegando que Juscelino não havia obtido a maioria dos votos, a posse só foi garantida graças ao Golpe Preventivo, liderado pelo Marechal Lott, que depôs Carlos Luz. que era acusado de não querer passar o cargo para JK.

## Posse
Eleito em um período conturbado, o movimento golpista para impedir a posse de JK contou com o apoio da ala conservadora do Exército e do presidente interino Carlos Luz que tinha tomado posse após o afastamento de Café Filho por motivos de saúde. A posse de Juscelino e de João Goulart  só foi assegurada graças a o chamado Golpe Preventivo, em 11 de novembro, do General Teixeira Lott.
Com um forte esquema de segurança, a cerimônia aconteceu no Palácio Tiradentes, então sede da Câmara dos Deputados, a cerimônia começou ás 15h15 e foi presidida pelo presidente da câmara, José Antônio Flores da Cunha, a presidência do Senado estava vaga. Em seguida, ambos foram em carro aberto para o Palácio do Catete para o então presidente Nereu Ramos fazer a transmissão do cargo, quando Ramos fez um discurso falando que JK assumia o país "em hora de grandes transformações e não menor expectativas de toda a nação" e em seguida Juscelino fez seu discurso.
Houve manifestações de Queremistas, que apoiaram Juscelino, mas foram de cunho principalmente a favor de Getúlio Vargas, incluindo orações em volta da estátua do ex-presidente.

## Ministério
| Pasta                          |                 | Ministro                                   | Partido     | Tempo                                           |
| ------------------------------ | --------------- | ------------------------------------------ | ----------- | ----------------------------------------------- |
| Aeronáutica                    |                 | Vasco Alves Seco                           | sem partido | 31 de janeiro de 1956 — 20 de março de 1956     |
| Aeronáutica                    |                 | Henrique Fleiuss                           | sem partido | 20 de março de 1956 — 30 de julho de 1957       |
| Aeronáutica                    |                 | Correia de Melo                            | sem partido | 30 de julho de 1957 — 31 de janeiro de 1961     |
| Agricultura                    |                 | Ernesto Dorneles                           | PTB         | 31 de janeiro de 1956 — 30 de setembro de 1956  |
| Agricultura                    |                 | Parsifal Barroso                           | PSD         | 30 de setembro de 1956 — 3 de outubro de 1956   |
| Agricultura                    |                 | Mário Meneghetti                           | PSD         | 3 de outubro de 1956 — 5 de abril de 1960       |
| Agricultura                    |                 | Paulo Fróes da Cruz (interino)             | PSD         | 1 de agosto de 1958 — 31 de agosto de 1958      |
| Agricultura                    |                 | Fernando Nóbrega                           | PTB         | 3 de outubro de 1956 — 5 de abril de 1960       |
| Agricultura                    |                 | Antônio de Barros Carvalho                 | PTB         | 6 de junho de 1960 — 30 de janeiro de 1961      |
| Educação e Cultura             |                 | Clóvis Salgado da Gama                     | PR          | 31 de janeiro de 1956 — 30 de abril de 1956     |
| Educação e Cultura             |                 | Celso Brant (interino)                     | PR          | 30 de abril de 1956 — 2 de outubro de 1956      |
| Educação e Cultura             |                 | Nereu Ramos (interino)                     | PSD         | 3 de outubro de 1956 — 4 de novembro de 1956    |
| Educação e Cultura             |                 | Clóvis Salgado da Gama                     | PR          | 4 de novembro de 1956 — 18 de junho de 1959     |
| Educação e Cultura             |                 | Pedro Calmon                               | PSD         | 18 de junho de 1959 — 16 de junho de 1960       |
| Educação e Cultura             |                 | José Pedro da Costa (interino)             | PSD         | 17 de junho de 1960 — 24 de junho de 1960       |
| Educação e Cultura             |                 | Pedro Paulo Penido                         | sem partido | 1 de julho de 1960 — 17 de outubro de 1960      |
| Educação e Cultura             |                 | Clóvis Salgado da Gama                     | PR          | 18 de outubro de 1960 — 31 de janeiro de 1961   |
| Fazenda                        |                 | José Maria Alkmin                          | PSD         | 1 de Fevereiro de 1956 — 24 de Junho de 1958    |
| Fazenda                        |                 | Paes de Almeida (interino)                 | PSD         | 19 de Setembro de 1956 — 26 de Outubro de 1956  |
| Fazenda                        |                 | Castro Viana Júnior (interino)             |             | 15 de Agosto de 1957 — 9 de Outubro de 1957     |
| Fazenda                        |                 | Lucas Lopes                                |             | 25 de Junho de 1958 — 3 de Junho de 1959        |
| Fazenda                        |                 | Paes de Almeida (interino)                 | PSD         | 28 de Novembro de 1958 — 3 de Junho de 1959     |
| Fazenda                        | Paes de Almeida | 4 de Junho de 1959 — 31 de Janeiro de 1961 | PSD         |                                                 |
| Fazenda                        |                 | Maurício Chagas Bicalho (interino)         |             | 19 de Setembro de 1959 — 15 de Junho de 1960    |
| Fazenda                        |                 | Antônio Carlos Barcellos (interino)        |             | 19 de Setembro de 1960 — 29 de Novembro de 1960 |
| Guerra                         |                 | Henrique Teixeira Lott                     | sem partido | 31 de janeiro de 1956 — 15 de fevereiro de 1960 |
| Guerra                         |                 | Odylio Denys                               | sem partido | 15 de fevereiro de 1960 — 31 de janeiro de 1961 |
| Justiça e Negócios do Interior |                 | Nereu Ramos                                | PSD         | 31 de janeiro de 1956 — 4 de novembro de 1957   |
| Justiça e Negócios do Interior |                 | Eurico Sales                               | PSD         | 4 de novembro de 1957 — 8 de julho de 1958      |
| Justiça e Negócios do Interior |                 | Carlos Cirilo Júnior                       | PSD         | 8 de julho de 1958 — 31 de julho de 1959        |
| Justiça e Negócios do Interior |                 | Armando Falcão                             | PSD         | 31 de julho de 1959 — 31 de janeiro de 1961     |
| Marinha                        |                 | Antônio Alves Câmara Júnior                | sem partido | 31 de janeiro de 1956 — 19 de agosto de 1958    |
| Marinha                        |                 | Jorge do Paço Matoso Maia                  | sem partido | 19 de agosto de 1958 — 3 de janeiro de 1961     |
| Relações Exteriores            |                 | José Carlos de Macedo Soares               |             | 31 de janeiro de 1956 — 4 de julho de 1958      |
| Relações Exteriores            |                 | Negrão de Lima                             | PSD         | 4 de julho de 1958 — 30 de agosto de 1959       |
| Relações Exteriores            |                 | Horácio Lafer                              | PSD         | 30 de agosto de 1959 — 31 de janeiro de 1961    |
| Saúde                          |                 | Maurício de Medeiros                       |             | 31 de janeiro de 1956 — 2 de julho de 1958      |
| Saúde                          |                 | Mário Pinotti                              | sem partido | 3 de julho de 1958 — 31 de julho de 1960        |
| Saúde                          |                 | Pedro Paulo Penido                         |             | 1 de agosto de 1960 — 31 de dezembro de 1960    |
| Saúde                          |                 | Armando Falcão                             | PSD         | 1 de janeiro de 1961 — 2 de fevereiro de 1961   |
| Trabalho, Indústria e Comércio |                 | Parsifal Barroso                           | PSD         | 31 de janeiro de 1956 — 30 de junho de 1958     |
| Trabalho, Indústria e Comércio |                 | Mário Meneghetti                           | PSD         | 1 de julho de 1958 — 17 de julho de 1958        |
| Trabalho, Indústria e Comércio |                 | Fernando Nóbrega                           | PTB         | 18 de julho de 1958 — 17 de abril de 1960       |
| Trabalho, Indústria e Comércio |                 | João Batista Ramos                         | PTB         | 19 de abril de 1960 — 7 de novembro de 1960     |
| Trabalho, Indústria e Comércio |                 | Alírio Sales Coelho                        |             | 7 de novembro de 1960 — 31 de janeiro de 1961   |
| Viação e Obras Públicas        |                 | Lúcio Meira                                | PTB         | 31 de janeiro de 1956 — 28 de julho de 1959     |
| Viação e Obras Públicas        |                 | Ernâni do Amaral Peixoto                   | PSD         | 28 de julho de 1959 — 31 de janeiro de 1961     |

## Política interna

### Economia

Inauguração da Fábrica da General Motors em São José dos Campos (SP). 10 de março de 1959.

Kubitschek iniciou seu governo quando o país contava com aproximadamente 60 milhões de habitantes. Sua gestão foi marcada pelo Plano de Metas, cujo objetivo era acelerar e complementar o processo de industrialização substitutiva de importações através do investimento maciço nas áreas de infraestrutura, bens intermediários e bens de capital, e que se traduziu, sobretudo, em crescimento industrial. Entre 1955 e 1961, a produção do setor cresceu 80%, destacando-se as indústrias do aço, mecânicas, elétricas e de comunicações, e de equipamentos de transportes. Entre 1957 e 1961, a taxa de crescimento real foi de 7% ao ano. Esse processo, orientado pelo projeto nacional-desenvolvimentista, foi possibilitado pela existência de um amplo mercado interno, pela capacidade de produção de ferro e de aço e pela disposição externa de investimento. Além do incentivo à entrada de capitais externos, o governo voltou-se para as áreas de transporte e de energia, constituindo uma infraestrutura para a expansão do parque industrial.
O governo orientou os investimentos segundo os estudos e projetos formulados pelos representantes da Comissão Econômica para a América Latina (Cepal) e pelo Banco Nacional de Desenvolvimento Econômico (BNDE).
A política econômica dos anos JK obteve resultados expressivos na área da expansão industrial, mas gerou contradições, como o favorecimento à concentração de capital, com a entrada de empresas multinacionais no país. Do ponto de vista dos trabalhadores, verificou-se que o aumento de produtividade decorrente do aprimoramento tecnológico não foi transferido nem para os preços nem para os salários. As importações, que visavam suprir a escassez interna de insumos, aprofundaram a dependência externa da economia brasileira, elevando o desequilíbrio financeiro e o déficit da balança de pagamentos, o que influiu decisivamente para a o retorno do processo inflacionário, um dos maiores problemas enfrentados pelo presidente Kubitschek. Um plano de estabilização anti-inflacionário foi formulado pelo ministro da Fazenda, Lucas Lopes, e pelo diretor do BNDE, Roberto Campos, e submetido ao Fundo Monetário Internacional (FMI), que deveria avalizar um crédito de 300 milhões de dólares proveniente dos Estados Unidos. Diante das exigências de ajuste da economia brasileira pelo FMI, o governo teve duas opções: levar adiante o Plano de Metas ou conter a economia interna, satisfazendo os credores externos e os defensores brasileiros do programa de estabilização. Foram muitas as pressões internas, gerando um debate que envolveu também os intelectuais nacionalistas e aqueles de tendência liberal, representados no Instituto Superior de Estudos Brasileiros (ISEB). Em junho de 1959, o presidente Kubitschek rompeu as negociações com o FMI.

### Infraestrutura
Junto com Brasília, diversas rodovias ajudaram o povoamento e desenvolvimento do Brasil Central e da Amazônia: 
- A Rodovia BR-153 (antiga BR-14), também conhecida como Rodovia Belém-Brasília.

- A Rodovia Régis Bittencourt, (antiga BR-2), que liga o Sudeste do Brasil ao Sul do Brasil, inaugurada no início de 1961.

- A rodovia Fernão Dias que liga São Paulo a Belo Horizonte, obra iniciada por Getúlio Vargas, inaugurada por JK em 1960 e concluída em 1961.
- A BR-364 ligando Cuiabá a Porto Velho e Rio Branco, inicialmente uma estrada de terra e que foi asfaltada em 1983. A BR-364 foi a primeira rodovia a ligar o Centro Oeste a Rondônia e ao Acre. A BR-364 viabilizou o povoamento de Rondônia que passou de 70 000 habitantes em 1960 para 500 000 habitantes em 1980.

O início da construção Refinaria de Duque de Caxias, foi fundamental para o aumento da produção do Brasil na época e no futuro.

### Construção de Brasília

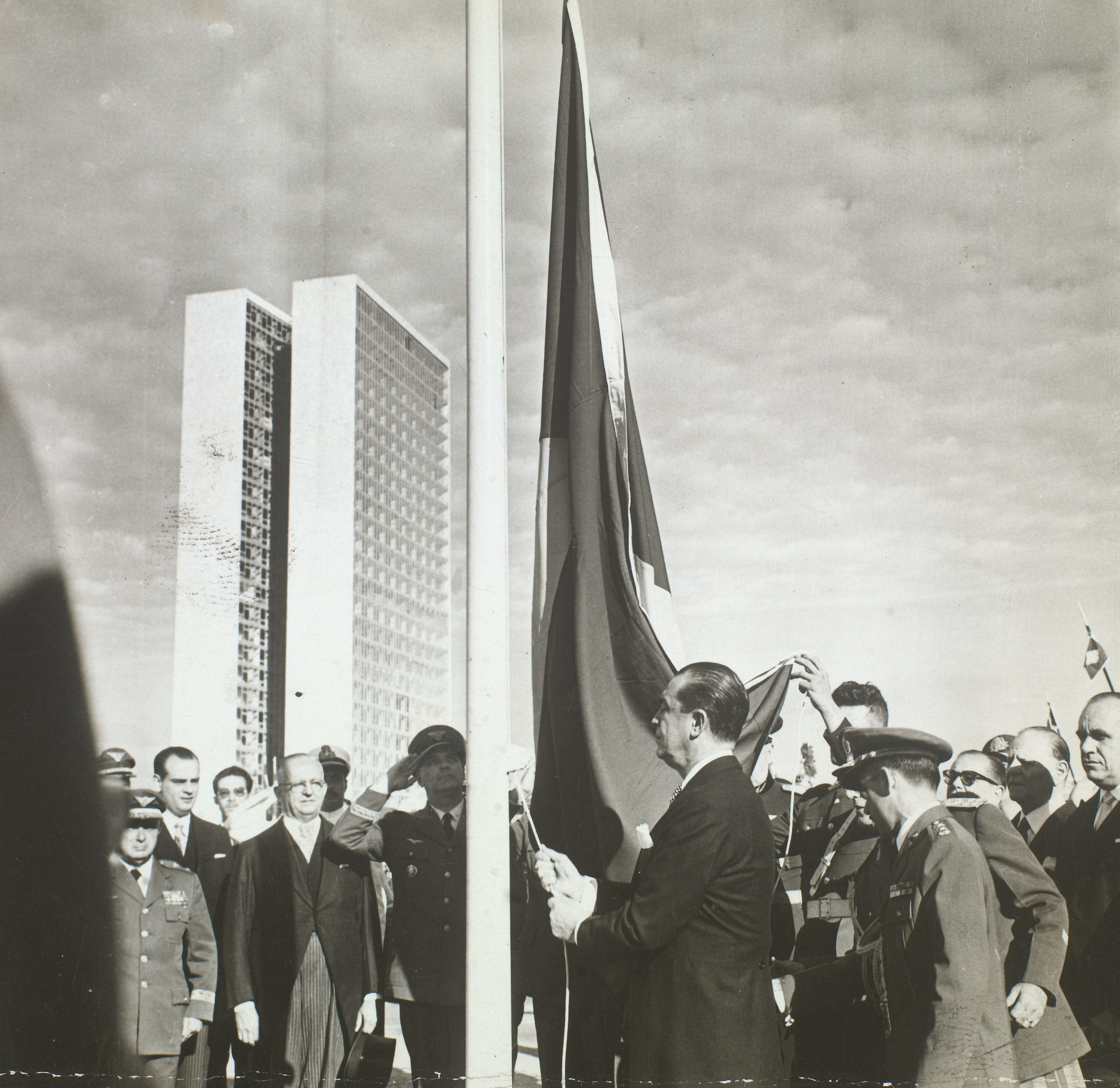
JK hasteando a bandeira na inauguração de Brasília.

A construção de Brasília foi um dos fatos mais marcantes da história brasileira, e da política de JK no seu mandato de cinco anos como presidente, sendo uma das maiores obras do século XX. A ideia de construir uma nova capital no centro geográfico do País estava prevista na Constituição de 1891, na Constituição de 1934 e na Constituição de 1946, mas foi adiada sua construção por todos os governos brasileiros desde 1891.
Quando era candidato a presidência da república, em um comício na cidade de Jataí, em 1955, Kubitschek foi questionado por um eleitor se iria respeitar a constituição e a respeito de mudar a capital do país, após sua vitória, Juscelino estabeleceu como "meta-síntese" de suas promessas eleitorais.
O Congresso Nacional, mesmo com descrença, aprovou a lei n° 2 874, sancionada por JK, em 19 de setembro de 1956, determinando a mudança da Capital Federal e criando a Companhia Urbanizadora da Nova Capital — Novacap.
A nova capital federal foi inaugurada em 21 de abril de 1960. Símbolo do desenvolvimento do país, a cidade foi projetada pelo arquiteto Oscar Niemeyer e pelo urbanista Lúcio Costa, tornando-se um exemplo da arquitetura moderna. Em 7 de dezembro de 1987, foi tombada pela Unesco e registrada como patrimônio histórico e cultural da humanidade.

### Relação com o congresso
A aliança entre PSD e PTB garantiu a Juscelino Kubitschek uma grande governabilidade. O acordo entre esses dois partidos permitiu dialogo com vários grupos heterogêneos. Dessa maneira, em 1960, os dois partidos se uniriam para lançar o Marechal Lott para presidente.

## Política externa

### Estados Unidos

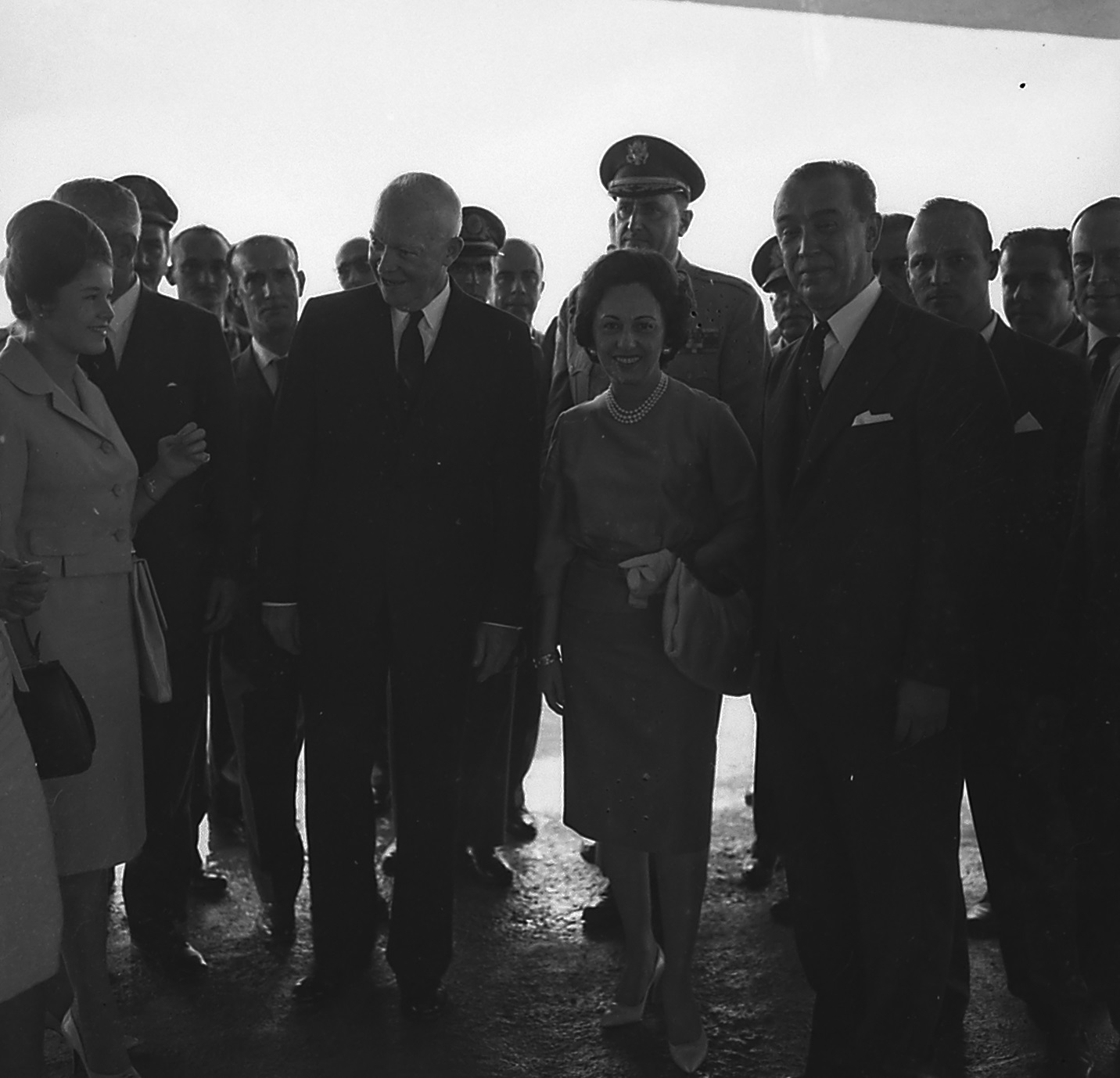
Juscelino com Dwight Eisenhower, em Brasília.

O governo JK se iniciou como havia sido os últimos anos da diplomacia brasileira, visitando os Estados Unidos e a Europa ainda como presidente eleito. Os primeiros passos da política externa foram no sentido de reafirmar a solidariedade política aos EUA e a "causa ocidental", o que fica claro quando o governo brasileiro em ceder a ilha de Fernando de Noronha para a instalação de um posto norte-americano de observação de foguetes teleguiados, sendo que a base foi inaugurada no contexto da Segunda Guerra Mundial e continuou até 1959.
No campo econômico, lançou-se uma ofensiva para assegurar a reativação no fluxo dos investimentos externos públicos e privados, paralisado pelos conflitos e a instabilidade política do final do governo Vargas, e recolocaram-se as reivindicações de auxilio econômico e financeiro no plano das relações bilaterais Brasil-EUA. Como se sabe, o principal instrumento da política econômica de JK foi o Plano de Metas, e no campo do capital privado, as fontes externas de investimento e financiamento, cujo instrumento principal foi a Instrução 113 da SUMOC, ainda do governo Café Filho, que criava condições extremamente favoráveis à entrada de capital estrangeiro e à posterior remessa de lucros.
O governo apresentou aos Estados Unidos a proposta da Operação Pan-Americana, de promoção multilateral do desenvolvimento do continente com apoio norte-americano, que só posteriormente foi adotada, através da Aliança para o Progresso.

### Cuba

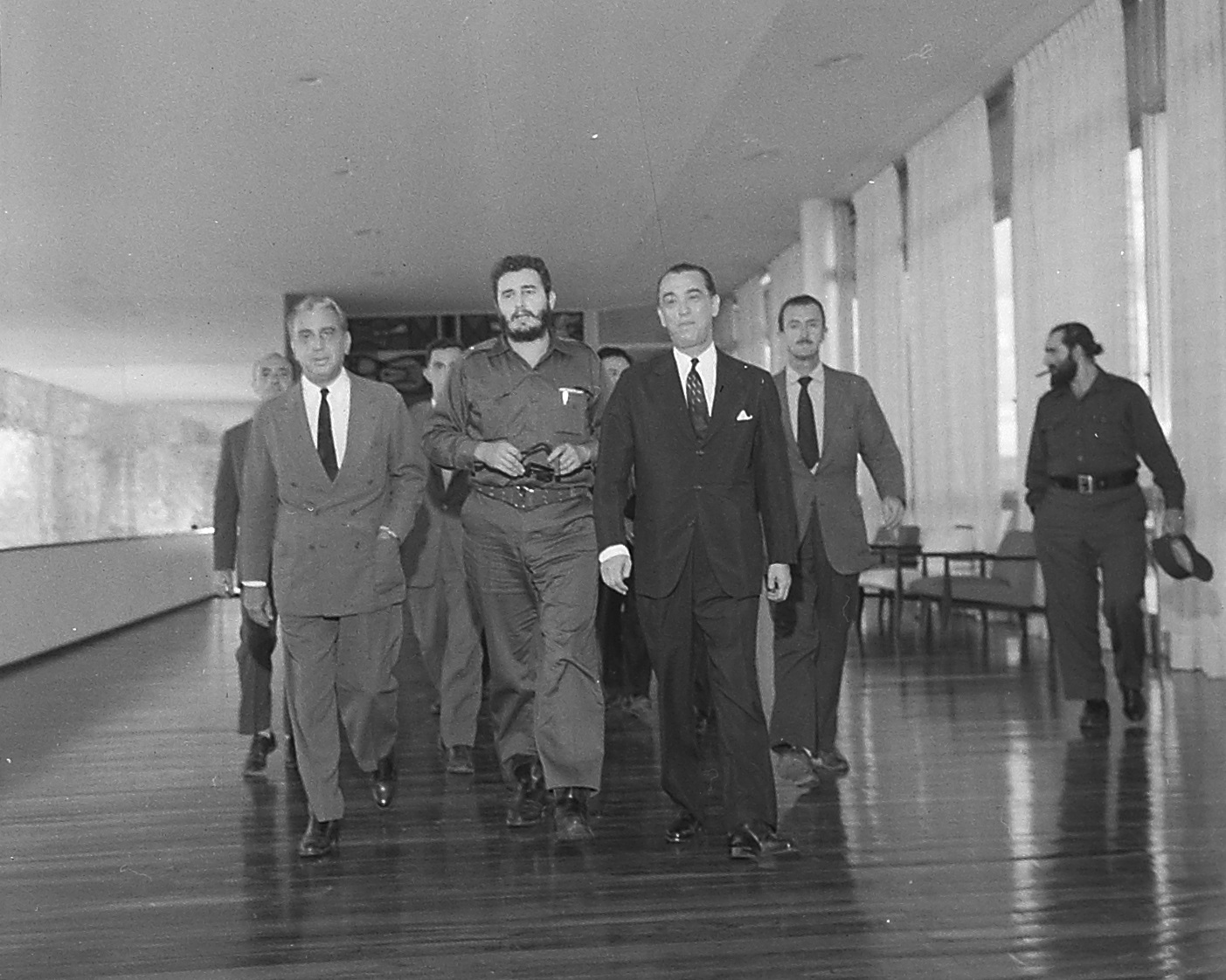
Juscelino e Fidel Castro no Palácio da Alvorada, 1959.

Com a Revolução Cubana, em 1º de janeiro de 1959, Fidel castro recebeu grande destaque no mundo todo, visto como alguém que liderou um movimentou que derrubou uma ditadura que já durava décadas, nesse contexto, o então primeiro-ministro cubano visita Brasília, ainda em construção, em abril de 1959, e na visita o revolucionário já tinha a admiração de Oscar Niemeyer e elogiou a cidade.
Juscelino com o gesto de convidar Castro tinha como objetivo o fortalecimento de sua proposta da Operação Pan-Americana, que defendia a estabilidade e o combate a miséria por meio de capital norte-americano.

Com o regime militar e o rompimento das relações entre os dois países, uma nova visita de Castro ao Brasil só viria a acontecer em 1990, na Posse de Fernando Collor.